# Trường Đại học Nguyễn Tất Thành
Trường Đại học Nguyễn Tất Thành là một đại học tư thục tại Việt Nam. Được thành lập vào 5 tháng 6 năm 1999 thuộc quản lý của bộ GD&ĐT . Trước đây là trường công lập sau được sáp nhập thành trường tư nhưng vẫn được điều hành bởi nhà nước Việt Nam  Trường hiện có 14 khoa, 54 chương trình đào tạo các bậc thuộc các khối ngành: Sức khỏe, Kinh tế, Xã hội – Nhân văn, Kỹ thuật – Công nghệ, Nghệ thuật – Mỹ thuật.

## Khối giảng dạy
- Khoa Y
- Dược
- Điều dưỡng
- Quản trị
- Luật
- Tài chính - Kế toán
- Kỹ Thuật Công Nghệ
- Công nghệ Hóa và Thực phẩm
- Công nghệ Sinh học
- Công nghệ thông tin
- Âm nhạc
- Kiến trúc - Xây dựng - Mỹ thuật ứng dụng
- Ngoại ngữ
- Du lịch và Việt Nam học
- Ngoại thương.
- Truyền thông đa phương tiện

## Cơ sở vật chất
- Đầu tư hơn 2000 tỉ đồng xây dựng cơ bản và trang thiết bị dạy học.
- Tổng diện tích sàn là 100.000m2
- Thư viện có hơn 44.775 bản sách với hơn 11.484 đầu sách
- 100% phòng học, phòng thực hành được lắp máy lạnh
- 3.000 máy tính được nối Internet phục vụ việc dạy và học
- 100% khuôn viên trường được phủ sóng wifi
- 248 phòng học và giảng đường
- Trường có ký túc xá nội trú cho sinh viên.

## Chất lượng đào tạo

### Đội ngũ giảng viên
Tính đến tháng 3 năm 2017, trường có 1211 giảng viên. Trong đó có 8 giáo sư, 17 phó giáo sư, 83 tiến sĩ, 565 thạc sĩ và 538 giảng viên có trình độ đại học.

## Cơ sở đào tạo
Hiện tại trường có 1 trường chính và có thêm 5 cơ sở tại Thành phố Hồ Chí Minh:
- Trụ sở chính: số 300A Nguyễn Tất Thành, Phường 13, Quận 4.
- Cơ sở 2: 298A Nguyễn Tất Thành, Phường 13, Quận 4.
- Cơ sở 3: 27A Nguyễn Oanh, Phường 17, Quận Gò Vấp.
- Cơ sở 4: 331 Quốc lộ 1, Phường An Phú Đông, Quận 12.
- Cơ sở 6: 90/2 Phan Huy Ích, Phường 16, Quận Gò Vấp.
- Cơ sở 7: 38 Tôn Thất Thuyết, Phường 16, Quận 4.